# Mustafa Balel
Mustafa Balel (Sivas, 1º settembre 1945) è uno scrittore turco.

## Biografia
Laureato presso la Facoltà di Lingua e letteratura francese presso l'Università di Gazi, Ankara. Durante la scrittura raccolte di racconti, ha tradotto quaranta libri di quella lingua. Le sue opere sono state tradotte in diverse lingue, tra cui francese, inglese, portoghese, bulgaro, rumeno e persiano. 

## Opere

### Romanzi
- Peygamber Çiçeği (Il fiordaliso, 1981; 2005)
- Asmalı Pencere (La finestra nella vigna, 1984; 2011)

### Racconti
- Kurtboğan (Lo strozzalupo, 1974)
- Kiraz Küpeler (Gli orecchini di ciliegie, 1977; 2010)
- Gurbet Kaçtı Gözüme (L'esilio nei miei occhi, 1983)
- Le Transanatolien (Transanatolia, 1988)
- Turuncu Eleni (Eleni l'arancio, 1991)
- Karanfilli Ahmet Güzellemesi (Elogio per Ahmet-dal-garofano, 2005)
- Etiyopya Kralının Gözleri (Gli occhi del re di Etiopia, 2011)

### Narrativa di viaggio
- Bükreş Günleri (I giorni di Bucarest, 1985)
- İstanbul Mektupları / Avrupa Yakası (Lettere da Istanbul - Parte europea, 2009)

### Romanzi per l'infanzia
- Bizim Sinemamız Var! (Però noi abbiamo il cinema!, 1979)
- Cumartesiye Çok Var mı? (Manca molto a sabato?, 1982; 2011)
- Nöbetçi Ayakkabıcı Dükkanı (Il negozio di scarpe sempre aperto, 2005)
- Dedemin Bakır Koltukları (Mio nonno posti a sedere di rame, 2011)
- Havlamayı Unutan Köpek (Il cane che dimentica ad abbaiare, 2012)
- Ressamın Kedisi (Gatto del pittore, 2014)